# San Manuel
San Manuel – gmina (municipio) w północnym Hondurasie, w departamencie Cortés. W 2010 roku zamieszkana była przez ok. 53,5 tys. mieszkańców. Siedzibą administracyjną jest miasteczko San Manuel.

## Położenie
Gmina położona jest w środkowej części departamentu. Graniczy z 4 gminami:
- La Lima od północy,
- El Progreso od wschodu,
- Pimienta od południa,
- Villanueva od zachodu.

## Miejscowości
Według Narodowego Instytutu Statystycznego Hondurasu w 2001 roku na terenie gminy położone były miasteczka i wsie:
- San Manuel
- Campo Casenave
- Col. La Democracia
- Col. La Guadalupe
- Col. Pineda
- Coulee
- El Plan
- El Porvenir
- La Libertad
- La Sabana
- Omonita

Dodatkowo na jej obszarze znajdowało się 60 przysiółków.

## Demografia
Według danych honduraskiego Narodowego Instytutu Statystycznego na rok 2010 struktura wiekowa i płciowa ludności w gminie przedstawiała się następująco:
| Wiek       | 0–3   | 4–6   | 7–12  | 13–17 | 18–24 | 25–64  | 65+   | razem  |
| San Manuel | 5 119 | 4 102 | 8 515 | 5 838 | 5 555 | 22 129 | 2 204 | 53 461 |
| Mężczyźni  | 2 598 | 2 060 | 4 202 | 2 895 | 2 705 | 9 924  | 1 013 | 25 397 |
| Kobiety    | 2 521 | 2 043 | 4 313 | 2 943 | 2 849 | 12 205 | 1 191 | 28 064 |